# Struga (dopływ Kwisy)
Struga (niem. Burgfloss) – potok górski w południowo-zachodniej Polsce, w woj. dolnośląskim, w Górach Izerskich, prawy dopływ Kwisy, długość 2,7 km, źródła na wysokości ok. 920 m n.p.m., ujście – ok. 590 m n.p.m..

## Opis
Wypływa z zachodnich zboczy Kamienicy, w Grzbiecie Kamienickim Gór Izerskich. Płynie stromą dolinką wciętą w zbocze Kamienicy ku południowemu zachodowi. Uchodzi do Kwisy powyżej Świeradowa.